# Јонас Кемпаинен
Јонас Кемпаинен (фин. Joonas Kemppainen — Кајани, 7. април 1988) професионални је фински хокејаш на леду који игра на позицијама центра.
Члан је сениорске репрезентације Финске за коју је на међународној сцени дебитовао на светском првенству 2015. године.

## Каријера
У досадашњој каријери играо је за финске клубове Есет, ХПК и Керпет, а у финској лиги је одиграо укупно 11 сезона. Као играч Керпета освојио је и две титуле првака Финске, у сезона 2013/14. и 2014/15).
Захваљујући одличним играма у финској лиги, у мају 2015. потписује једногодишњи уговор са НХЛ лигашем Бостон бруинсима. У дебитантској НХЛ сезони за Бруинсе Кемпаинен је одиграо 44 утакмице и постигао 2 гола и 3 асистенције. У истој сезони одиграо је и још 11 утакмица за филијалу Бруинса, екипу Провиденса.
По завршетку те сезоне враћа се у Европу и потписује једногодишњи уговор са руским КХЛ лигашем Сибиром из Новосибирска. Од 2017. игра за још један руски клуб, Салават из Уфе.